# Ghiacciaio Frank Newnes
Il ghiacciaio Frank Newnes è un piccolo ghiacciaio situato sulla costa di Pennell, nella regione nord-occidentale della Dipendenza di Ross, in Antartide. Il ghiacciaio, il cui punto più alto si trova a circa 1200 m s.l.m., ha origine in una piccola vallata situata nella parte settentrionale dei monti dell'Ammiragliato e posta direttamente sulla costa, tra il ghiacciaio Haffner, a sud-est, il ghiacciaio Shipley, a nord-ovest, e da qui fluisce verso nord-nord-est fino a entrare nella baia Pressure, una piccola baia posta sulla costa occidentale della baia di Robertson, poco a sud di capo Birthday.

## Storia
Il ghiacciaio Frank Newnes è stato mappato per la prima volta nel corso della spedizione Southern Cross, nota ufficialmente come "spedizione antartica britannica 1898–1900" e comandata da Carsten Borchgrevink, e battezzato proprio da quest'ultimo in onore di Frank Newnes, unico figlio di George Newnes, uno dei finanziatori della spedizione, a cui peraltro era già stato dedicato il ghiacciaio Newnes, situato più a oriente sempre sulla costa di Pennell.